# 제15회 광화문국제단편영화제
제15회 광화문국제단편영화제는 2017년 11월 2일에 열린 시상식이다.

## 수상 및 후보

### 국제경쟁 대상
- 재앙 - 세브린 드 스트레케어 외 1명 수상

### 국제경쟁 심사위원 특별상
- 메이 데이 - 올리버 마지스 외 1명 수상

### 국제경쟁 아시프 락(樂)상
- 인 더 우즈 - 토마스 호라트 외 1명 수상

### 국내경쟁 대상
- 맥북이면 다 되지요 - 장병기 수상

### 국내경쟁 심사위원 특별상
- 이웃에 방해가 되지 않는 선 - 신지훈 수상

### 아시프 관객심사단상
- 미열 - 박선주 수상

### 씨네큐브상
- 심심 - 김승희 수상

### KAFA상
- 코코코 눈! - 원 수상

### 단편의 얼굴상
- 대자보 - 윤혜리 수상

### 주한중국문화원상
- Le Mot - 백미영 수상

### 아시프 펀드상
- 월동 - 한동혁 수상

### 국제경쟁부문
- 요정 - 호세 밀리타노
- 재앙 - 세브린 드 스트레케어 외 1명
- 인 더 우즈 - 토마스 호라트 외 1명
- 목소리 - 고두현
- 관망자 - 그레고리 코라제 외 1명
- 이송 - 마이클 그루드스키
- 8분 - 기오르기 고기챠이슈빌리
- 데칼브 엘레멘터리 - 리드 반 딕
- 배달하는 소년 - 비니시우스 사라마구
- 메이 데이 - 올리버 마지스 외 1명
- 가스파초 씨 - 기욤 톨쥬망
- 우리의 문제들 - 이반 라도비치
- 초콜릿 윈드 - 일리야 안토넨코
- 숨을 내쉬다 - 마갈리 마지스트리
- 날개 - 우 지엔
- 프린세스 - 카스텐 달렘
- 재정비 - 다니엘 아브라함
- 혜성 - 빅토르 린드그렌
- 전쟁이 지난 후 5년 - 사뮈엘 알바릭 외 2명
- 미친 열정 - 유지 미츠하시
- 마이크로슬립 - 레나 레머호퍼
- 잡일꾼 - 마리안느 블리처
- 주유소 - 파트리크 리드르몽
- 나의 집 - 프랑소아 라페나우드
- 젤로로 변한 나 - 앤드류 T. 벳처
- 돌아갈 곳이 없다 - 사사이 토시하루
- 리터치 - 카베 마자헤리
- 스위스 메이드 - 소피 위틀리스바크
- 트라우마 산업 - 제스로 매시
- 민트 크림 - 필립 데이비드 가네 외 1명
- 마드리드를 파괴하라 - 호세바 알파로
- 인생의 반 - 타마라 쇼가오루
- 신성모독 - 크리스토프 M. 사베르
- 일조권 - 이동헌
- 이브릴 - 호세 다니엘 그라나도스 C.
- 물에 빠진 남자 - 마디 플레이펠
- 성교육 - J.J. 반한넨
- 딜런 딜런 - 실뱅 콰진
- 믿음 - 타티아나 페도로프스카야
- 어글리 - 니키타 디아커
- 서면동의서 - 아드리안 실리스테아누
- 인투 더 블루 - 안토네타 알라마트 쿠시야노비치
- 오프 패스 - 줄리 쥬브 외 1명
- 쉘터 - 다니엘 앤드류 분더러
- 스틸 - 노엘 에스콘도 외 1명
- 죽음과 염소 - 후앙 파블로 카발레로
- 탈출 - 야로슬라브 코노프카

### 국내경쟁부문
- 경계 - 신소정
- 나만 없는 집 - 김현정
- 대자보 - 곽은미
- 맥북이면 다 되지요 - 장병기
- 미열 - 박선주
- 삼겹살 - 임혜영
- 심심 - 김승희
- 염색 - 조한솔
- 율리안나 - 김도준
- 의자 위 여자 - 박준영
- 이웃에 방해가 되지 않는 선 - 신지훈
- 조인성을 좋아하세요 - 정가영
- 코코코 눈 - 문지원

### 특별프로그램
- 더블 클러치 - 안국진
- 어린 재단사 - 루이 가렐
- 패러렐 월드 - 가와세 나오미
- 연회 - 조피아 오라체브스카
- 감방 - 밀로슬라브 키요비치
- 고요한 영혼 - 피오트르 듀말라
- 리플렉션 - 예지 쿠치아
- 탱고 - 즈비뉴 립친스키
- 대성당 - 토멕 바진스키
- 위병 교대식 - 브워지미에시 하우프 외 1명
- 미로 - 얀 레니차
- 경주 - 마렉 세라핀스키
- 적과 흑 - 위톨드 기에르츠
- 점호 - 리샤르트 체칼라
- 애프터 애플 - 마르타 파제크
- 수영장 - 토멕 듀키
- 아가씨 - 미할 소차
- 크리쳐스 - 테사 몰트-밀레프스카
- 밀헤븐 - 바텍 쿨라스
- 소음 - 프셰미슬라브 아담스키
- 시퀀스 - 로베르트 소바
- 갤러리 - 로버트 프로치
- 양모 톱니바퀴 - 바르토츠 케드지에르스키
- 지겐오르트 - 토마시 포파쿨
- 디셈버 17 - 유지 하리우
- 제2의 고향 - 마카베 유키노리
- Joendanyusho (Best Supporting Actor) 남우조연상
- 나기사 - 타케시 코가하라
- 핑 팡 - 요이치 다나카
- 사이렌 - 미야케 노부유키
- 외로우세요? - 로사리오 가르시아 몬테로
- 오목어 - 김진만
- 냄새는 난다 - 이병헌
- 골수팬 - 제프 린지
- 더 팩토리 - 알리 무리티바
- 내 인생의 물고기 - 율리우스 시퀴우나스
- 어느 일요일 - 라두 주데

### 아시프 펀드 프로젝트 피칭 선정작
- Le Mot - 백미영
- 그녀를 지우는 시간 - 홍성윤
- 엄마의 엄마 - 임혜영
- 예삐 - 박정환
- 월동 - 한동혁
- 인사3팀의 캡슐커피 - 정해일